# Vermillion (Minnesota)
Vermillion ist eine City im Dakota County des US-Bundesstaates Minnesota im Mittleren Westen der Vereinigten Staaten. Das U.S. Census Bureau hat bei der Volkszählung 2020 eine Einwohnerzahl von 441 ermittelt.

## Geographie
Nach den Angaben des United States Census Bureaus hat die City eine Gesamtfläche von 2,51 km2, wovon 2,49 km2 auf Land und 0,02 km2 auf Gewässer entfallen.
Die Hauptstraßen des Ortes sind die Main Street (County Road 62), Fischer Avenue (County Road 66) und Goodwin Avenue (County Road 85). U.S. Highway 52 und Northfield Boulevard liegen in der Nähe.
The Vermillion River fließt durch die Ortschaft. In der Nähe liegen Hampton, New Trier, Hastings, Rosemount, Coates und Northfield.
Vermillion liegt geographisch vollständig innerhalb der Vermillion Township, gehört aber nicht zu dieser.

## Demographie

### Zensus 2000
Zum Zeitpunkt des United States Census 2000 bewohnten Vermillion 437 Personen. Die Bevölkerungsdichte betrug 168,7 Personen pro km². Es gab 161 Wohneinheiten, durchschnittlich 62,2 pro km². Die Bevölkerung Vermillions bestand zu 97,03 % aus Weißen, 0,46 % Schwarzen oder African American, 0 % Native American, 0 % Asian, 0,23 % Pacific Islander, 1,37 % gaben an, anderen Rassen anzugehören und 0,92 % nannten zwei oder mehr Rassen. 2,06 % der Bevölkerung erklärten, Hispanos oder Latinos jeglicher Rasse zu sein.
Die Bewohner Vermillions verteilten sich auf 160 Haushalte, von denen in 38,8 % Kinder unter 18 Jahren lebten. 68,1 % der Haushalte stellten Verheiratete, 4,4 % hatten einen weiblichen Haushaltsvorstand ohne Ehemann und 26,3 % bildeten keine Familien. 20,6 % der Haushalte bestanden aus Einzelpersonen und in 9,4 % aller Haushalte lebte jemand im Alter von 65 Jahren oder mehr alleine. Die durchschnittliche Haushaltsgröße betrug 2,73 und die durchschnittliche Familiengröße 3,19 Personen.
Die Bevölkerung verteilte sich auf 25,4 % Minderjährige, 9,6 % 18–24-Jährige, 31,6 % 25–44-Jährige, 21,3 % 45–64-Jährige und 12,1 % im Alter von 65 Jahren oder mehr. Der Median des Alters betrug 36 Jahre. Auf jeweils 100 Frauen entfielen 104,2 Männer. Bei den über 18-Jährigen entfielen auf 100 Frauen 98,8 Männer.
Das mittlere Haushaltseinkommen in Vermillion betrug 61.667 US-Dollar und das mittlere Familieneinkommen erreichte die Höhe von 68.036 US-Dollar. Das Durchschnittseinkommen der Männer betrug 40.521 US-Dollar, gegenüber 30.417 US-Dollar bei den Frauen. Das Pro-Kopf-Einkommen belief sich auf 22.552 US-Dollar. 0,9 % der Bevölkerung und 0 % der Familien hatten ein Einkommen unterhalb der Armutsgrenze, davon waren 0 % der Minderjährigen und 7,9 % der Altersgruppe 65 Jahre und mehr betroffen.

### Zensus 2010
Beim United States Census 2010 hatte Vermillion 419 Einwohner. Die Bevölkerungsdichte betrug 168,5 Einwohner pro Quadratkilometer. Insgesamt gab es 168,5 Wohneinheiten, das sind 162 pro Quadratkilometer. Von der Einwohnerschaft waren 96,4 % Weiße, 0,2 % African American, 0 % Natives, 1,4 % Asians und 0 % Pacific Islanders. 0 % erklärten, zwei oder mehr Rassen anzugehören und 1,9 gaben an, Angehörige anderer Rassen zu sein. Als Hispanos oder Latinos identifizierten sich 0,2 % der Bevölkerung.
Von den 156 Haushalten bestanden 0,2 aus Familien. In 32,7 % der Haushalte lebten Minderjährige und in 67,3 % der Haushalte verheiratete Paare. Von Frauen ohne Ehemann geführt wurden 5,8 % der Haushalte, und Männer ohne Ehefrauen führten 4,5 % der Haushalte. 22,4 % der Haushalte bestanden nicht aus Familien, und in 18,6 % der Haushalte bestandes aus Einzelpersonen, 10,3 % der Haushalte bestanden aus Einzelpersonen, die zum Zeitpunkt der Erhebung über 65 Jahre alt waren. Die durchschnittliche Haushaltsgröße betrug 2,67 Personen, Familien hatten durchschnittlich 3,03 Mitglieder.
Der Median des Alters war 40,6 Jahre. 22,2 % der Einwohner waren minderjährig, 8,1 % entfielen auf die Altersgruppe 18–24 Jahre; 26,3 % waren 25–44 Jahre alt, 31,8 % waren 45–64 Jahre alt und 11,7 % waren 65 Jahre alt oder älter. 52,5 % der Einwohner waren männlich und 47,5 % weiblich.